# 吳景略
吳景略（1907年2月5日—1987年8月16日），名韜，号缉曼，别號縵叟，中國古琴演奏家，創立了“虞山吳派”，有“琴壇一代宗師”之稱。亦對古琴製作頗有研究，是現代所用的鋼絲尼龍弦的發明者之一。

## 生平
吳景略祖籍江蘇常熟（虞山），他亦出生在常熟西塘。少時從赵剑侯、周少梅、吴梦非等學習音律，也曾從蕭退庵、樊少雲學習書畫。1930年吳景略開始師從王端璞學琴，三月閒共學《湘江怨》和《醉渔唱晚》二首。据他的學生吳寧回憶，吳景略曾説：“王先生是票友...他没有好的琴谱，他弹琴也没有节奏感。我与王先生只学了三个多月，以后他去吴江县任官，我就没有老师了”。此後他基本靠自學，某次在上海的古籍书店找琴谱時，從书店的夥計処得知有一名為徐少峰的医生懂得弹琴。吳景略前去拜訪，因後者行醫出門不在家而折返，但又向其寄出信件求學。徐少峰爲他所感動，因請上海琴人李明德前往常熟教他彈琴。但吳僅與李明德學過一首曲子，即《梅花三弄》。按吳景略所述，原因是他衹上了一節課就基本摸清全曲，李明德稱“你根本不需要老师，你是无师自通的琴人、天才”，而後將他介紹給了查阜西和李子昭，查阜西又請他加入了今虞琴社。他在抗日戰爭期間主持琴社事務。1950年代初在上海創立“簫聲琴韵室”，在上海、常熟教授古琴。
1953年吳景略受聘到中央音樂學院音樂研究所擔任通訊研究員，三年後成爲教授、亦在天津的中央音樂學院民樂系彈撥教研室擔任主任一職。居住北京期間參加了北京古琴研究會。1950年代他曾改良過今虞琴絃，也曾試圖改良古琴的弦軫和音量。文化大革命爆發後被迫下牛棚。1974年左右，以看病、養病的名義住在上海的女兒家中。這段時期與今虞琴社成員胡維禮是鄰居，吳景略曾教導他彈琴。據胡回憶，吳景略可以做到叼着煙彈琴而至曲終菸灰不墜。但同時因生活所迫而賣掉了許多藏琴。實際上，吳景略因為勞改中斷彈琴多年，當時能彈的曲子很少。
文革結束後回到中央音樂學院，並成爲終身教授。後來亦曾擔任中国文学艺术界联合会委员、中国音乐家协会民族音乐委员会委员、北京古琴研究會會長。在1970年代和劉景韶、林友仁及龔一等人及上海音乐学院乐器厂一同發明鋼絲尼龍琴絃。1986年時，中國音協、中國音樂研究所、中央人民廣播電台文藝部、中國國際廣播電台文藝部、北京古琴研究會、中央音樂學院等六個單位曾合辦「祝賀吳景略古琴藝術生涯六十周年慶祝活動」。1987年8月16日因肺癌在北京逝世。
其學生人數眾多，包括古琴家王吉儒、吳自英、呂振原、孫貴生、謝孝苹、陳長林、李祥霆、吳釗、趙家珍、余青欣等人都是他的學生。由於吳景略在文革以後已不太能彈琴，當時收的學生（例如：趙家珍、余青欣）實際上是由吳文光上課。

## 音樂風格
- 喬建中：「飛騰綺麗」。[3][13]
- 藍玉崧：「技術精熟，[14]氣韻生動，[15]深入淺出。[16]風格健美，意境深遠。[17]氣象恢宏，骨氣洞達。[18]」
- 蕭興華：「以氣韻見長，兼有北之雄奇，豪宕與宏廓，又有南之清潤，柔婉和流麗，融南北風格為一體。」[19]
- 成公亮：「旋律清晰，句和句之間會有強弱對比。」[20]

## 擅長琴曲
〈瀟湘水雲〉、〈廣陵散〉、〈胡笳十八拍〉、〈墨子悲絲〉、〈秋塞吟〉、〈陽春〉、〈漁樵問答〉、〈梧葉舞秋風〉、〈憶故人〉，以上皆由吳景略自行打譜。

## 作品列表
- 《七絃琴教材》，後合併至《虞山吳氏琴譜》
- 《虞山琴話》
- 《古琴改良》
- 《虞山吴氏琴谱》（與吳文光合著，北京：東方出版社，2001，ISBN 7506014548）
- 《吴景略古琴艺术》（CD，龍音，1998年）

## 家庭
其子吳文光後來亦成爲古琴演奏家，繼承並發揚虞山吳派。

## 外部連結
- YouTube上的吳景略演奏之〈瀟湘水雲〉 （页面存档备份，存于）
- YouTube上的吳景略演奏之〈漁樵問答〉 （页面存档备份，存于）
- YouTube上的吳景略演奏之〈陽春〉 （页面存档备份，存于）